# Députés de l'arrondissement de Soignies
L’arrondissement de Soignies pour la Chambre des représentants a été instauré en 1831 et est resté d’application jusqu’à la réforme des circonscriptions électorales votée en 1993.
Cet arrondissement est actuellement utilisé pour l’élection de 5 députés au Parlement de Wallonie.
La date indiquée pour le début du mandat est celle de la prestation de serment et non celle de l’élection.
| Nom                      | Début du mandat  | Fin du mandat    | Parti politique                            |  |
| ------------------------ | ---------------- | ---------------- | ------------------------------------------ |  |
| Louis Bertrand           | 13 novembre 1894 | 27 mai 1900      | POB                                        |  |
| Pol-Clovis Boël          | 14 février 1906  | 20 novembre 1921 | CARTEL Libéral-Socialiste et Parti libéral |  |
| Pol-Clovis Boël          | 5 mai 1925       | 25 janvier 1927  | Parti libéral                              |  |
| Dr René Branquart        | 25 août 1899     | 27 mai 1900      | POB                                        |  |
| Dr René Branquart        | 11 novembre 1902 | 29 mai 1904      | POB                                        |  |
| Dr René Branquart        | 2 août 1912      | 20 décembre 1932 | CARTEL Libéral-Socialiste et POB           |  |
| José Brisart             | 31 octobre 1985  | 13 décembre 1987 | ECOLO                                      |  |
| José Brisart             | 16 décembre 1991 | 21 mai 1995      | ECOLO                                      |  |
| Colette Burgeon          | 31 octobre 1985  | 21 mai 1995      | PS                                         |  |
| Marcel Collart           | 18 juin 1958     | 31 mars 1968     | PSB                                        |  |
| Marcel Couteau           | 23 avril 1968    | 10 mars 1974     | PCB                                        |  |
| Pierre Delannoy          | 18 juillet 1922  | 30 janvier 1935  | Parti catholique                           |  |
| Jean-Jacques Delhaye     | 27 novembre 1981 | 13 octobre 1985  | PS                                         |  |
| André Dubois             | 5 janvier 1988   | 24 novembre 1991 | PRL                                        |  |
| Ernest Duray             | 13 avril 1939    | 17 février 1946  | Parti libéral                              |  |
| Emile Duret              | 12 juillet 1949  | 11 avril 1954    | PSB                                        |  |
| Willy Frère              | 8 mars 1946      | 26 juin 1949     | PCB                                        |  |
| Roger Gailliez           | 21 mai 1963      | 23 mai 1965      | PSB                                        |  |
| Richard Gondry           | 25 novembre 1971 | 13 décembre 1987 | PSB puis PS                                |  |
| Alphonse Gravis          | 29 mai 1904      | 12 juin 1912     | Parti catholique                           |  |
| Gaston Hoyaux            | 20 décembre 1932 | 26 mars 1961     | PSB                                        |  |
| Guy Hollogne             | 16 décembre 1991 | 21 mai 1995      | PSC                                        |  |
| Léon Hurez               | 18 avril 1961    | 8 novembre 1981  | PSB puis PS                                |  |
| René Jérôme              | 5 mai 1977       | 24 novembre 1991 | PSC                                        |  |
| Robert Lacroix           | 28 mars 1974     | 17 avril 1977    | PS                                         |  |
| Léon Lepoivre            | 26 janvier 1927  | 26 mai 1929      | Parti libéral                              |  |
| Claude Lerouge           | 10 juin 1965     | 7 novembre 1971  | PLP                                        |  |
| Gaston Longeval          | 27 avril 1954    | 1er juin 1958    | Parti libéral                              |  |
| Léon Mabille             | 18 juillet 1900  | 12 juillet 1922  | Démocrate-Chrétien                         |  |
| Jules Mansart            | 13 novembre 1894 | 27 novembre 1932 | POB et CARTEL Libéral-Socialiste           |  |
| Joseph Martel            | 23 juin 1936     | 2 avril 1939     | POB                                        |  |
| Joseph Martel            | 12 juillet 1949  | 14 mai 1963      | PSB                                        |  |
| Joseph Oblin             | 9 mai 1945       | 11 avril 1954    | PSC                                        |  |
| Oscar Paquay             | 13 novembre 1894 | 20 juillet 1899  | POB                                        |  |
| Gustave Paternoster      | 3 juillet 1900   | 10 février 1906  | Libéral-progressiste                       |  |
| René Pêtre               | 27 avril 1954    | 17 avril 1977    | PSC                                        |  |
| Guy Piérard              | 5 mai 1977       | 13 octobre 1985  | PRL                                        |  |
| Guy Piérard              | 16 décembre 1991 | 21 mai 1995      | PRL                                        |  |
| Emile Schevenels         | 6 décembre 1921  | 15 avril 1925    | POB                                        |  |
| Emile Schevenels         | 12 novembre 1929 | 26 juin 1949     | POB puis PSB                               |  |
| Jean-Paul Vancrombruggen | 5 janvier 1988   | 24 novembre 1991 | PS                                         |  |
| Pierre Vouloir           | 27 novembre 1932 | 9 avril 1942     | Parti Catholique puis Démocrate-Chrétien   |  |
| Georges Willocq          | 31 janvier 1935  | 24 mai 1936      | Parti Catholique                           |  |

Légende (Orientation politique)
- Libéral
- Socialiste
- Communiste
- Écologiste
- Catholique